# Anita Grede

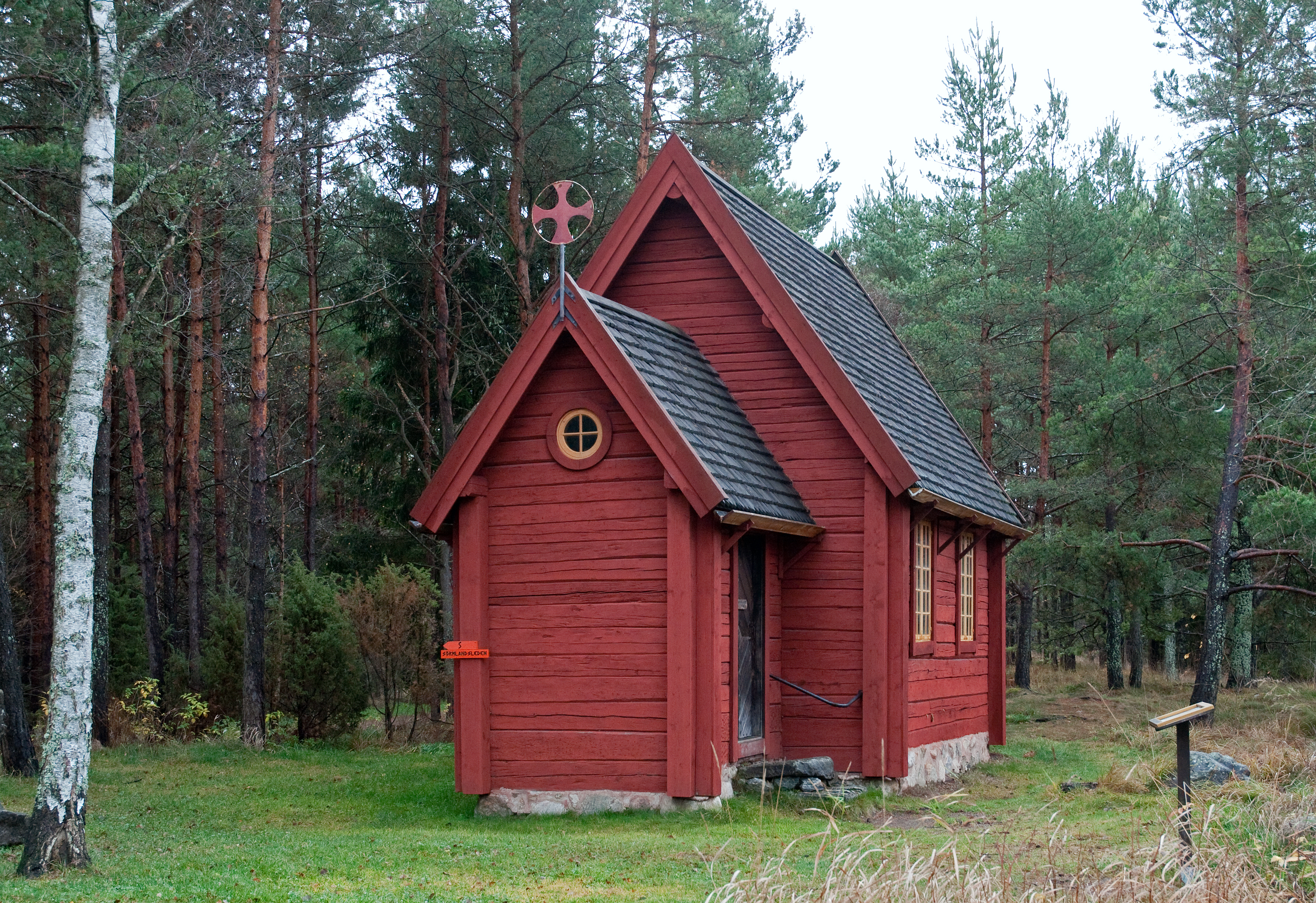
Anita Grede är initiativtagare till Sveriges första motorvägskapell som ligger vid motorvägen på E4 vid rastplatsen Sillekrog.

Anita Margareta Grede, född Holmberg 7 december 1947 i Sollefteå, är en svensk textilkonstnär.
Anita Grede föddes som dotter till Arne och Nora Holmberg. Hon var elev vid Jämtslöjds kvinnliga slöjdskola 1967–1968, studerade konst 1970–1972 och utbildade sig till studieorganisatör vid Studiefrämjandet 1972–1973. Åren 1970–1974 var hon verksam som lärare och organisatör inom folkbildningen.
Grede hade sin debututställning, betitlad Man och kvinna, i Södertälje konsthall 1978 och är representerad bland annat på Nationalmuseum i Stockholm (Gryning, 1979, bildvävnad av ull, lin och silke) och på Röhsska museet i Göteborg. Hon skrev även manus till egna radioprogram, bland annat Jesus mormor och Det farliga barnet, båda 1986. Hon ingick 1975 äktenskap med regissören Kjell Grede (1936–2017).

## Offentliga verk i urval
- Ingmar Bergmans privata biograf på Fårö, Trollflöjten, 1975-1976.
- Sessionssalen i Södertälje, Cantilena communale, 1983.
- Sjukhuset Ryhov i Jönköping, Här är vi nu, 1986.
- Nyköpings kulturhus, I kulturens gathörn, 1988. Den 3.5×2 meter stora gobelängen föreställer ett möte mellan Charlie Chaplin och Jungfru Maria.[2]
- Svenska Margaretakyrkan i Oslo, två Mariabilder, 1992-1994.
- Linköpings missionsförsamling, Det ljusa korset, 1995.
- Kunskapsskolan i Nyköping, Tecken från Vintergatan, 2005-2006.